# Nummerngirl

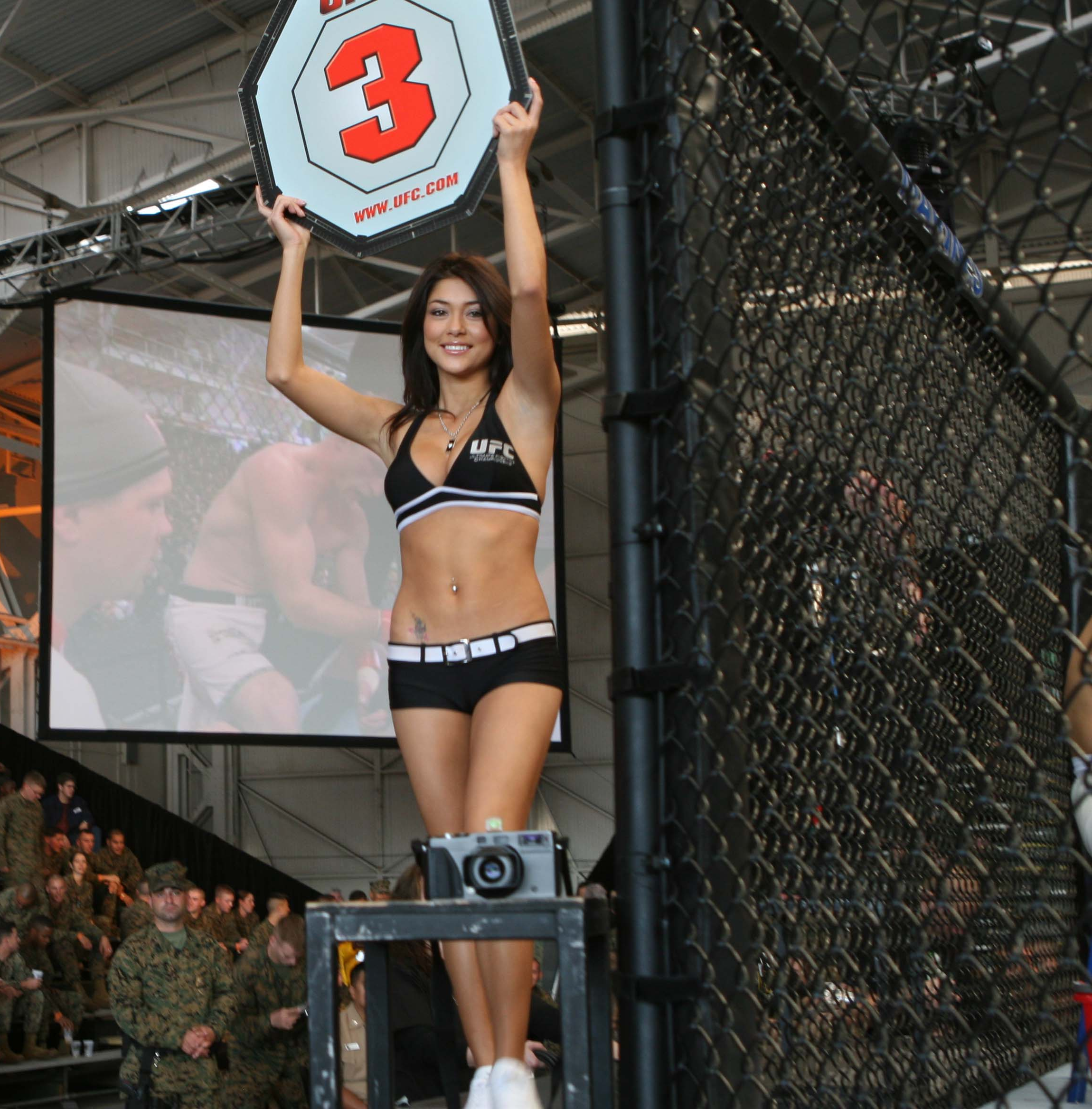
UFC-Nummerngirl Arianny Celeste hält das Schild für Runde 3 hoch.

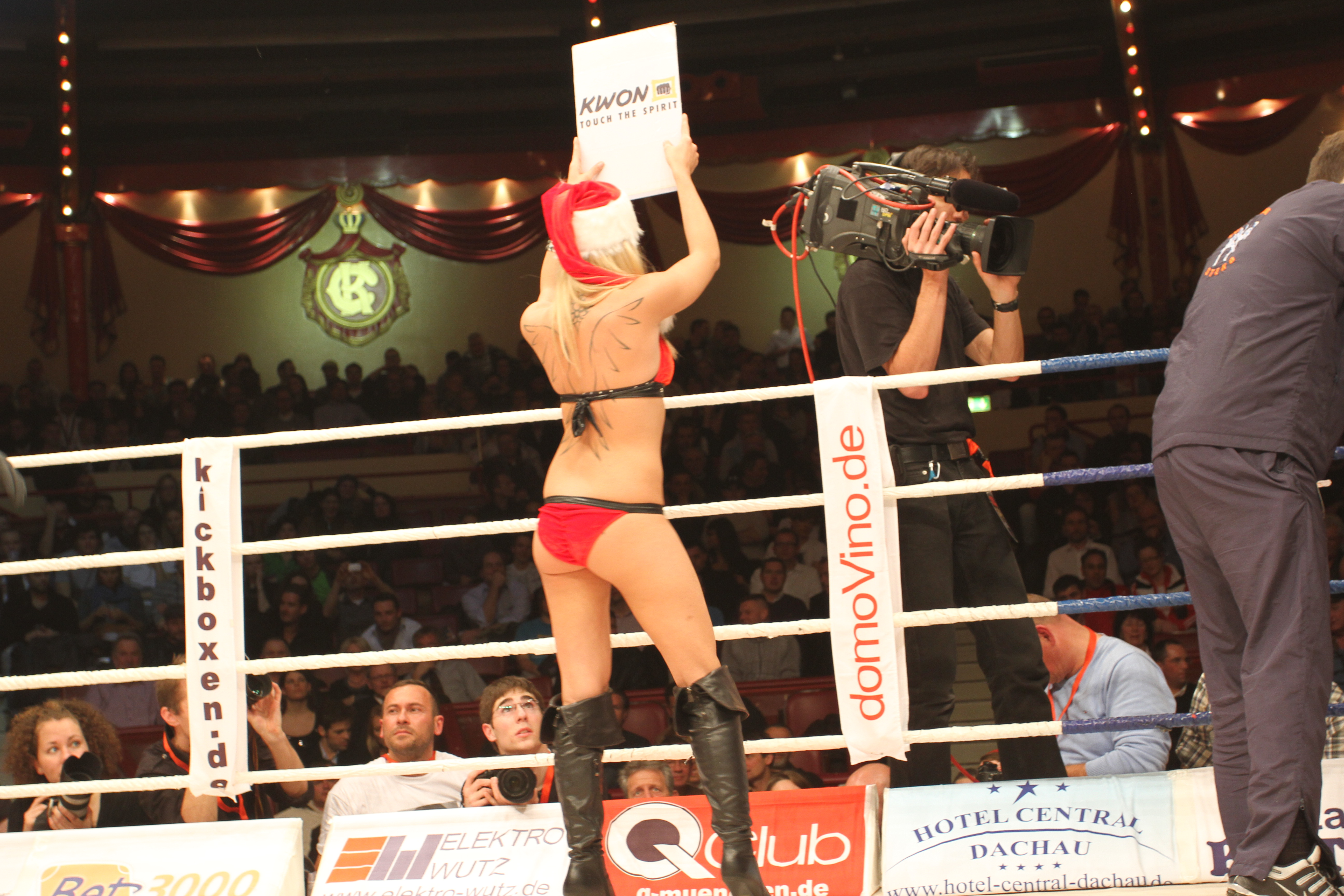
Nummerngirl beim Kickboxen (Steko’s Fight Night)

Nummerngirl ist der aus der umgangssprachliche Begriff für die Dame, welche zwischen den Runden von Kampfsportarten, wie z. B. Boxen, Kickboxen oder Mixed Martial Arts, den Boxring betritt und dem Publikum ein Schild mit der Nummer der folgenden Runde hochhält. Nummerngirls tragen meistens einen Badeanzug oder einen Bikini und sollen das Publikum während der Kampfpause unterhalten.
Der Begriff stammt ursprünglich vom Revuetheater und vom Zirkus her, bei denen traditionell jede Einzeldarbietung („Nummer“) von einem Nummerngirl angekündigt wurde oder wird.